# Rosa-azul

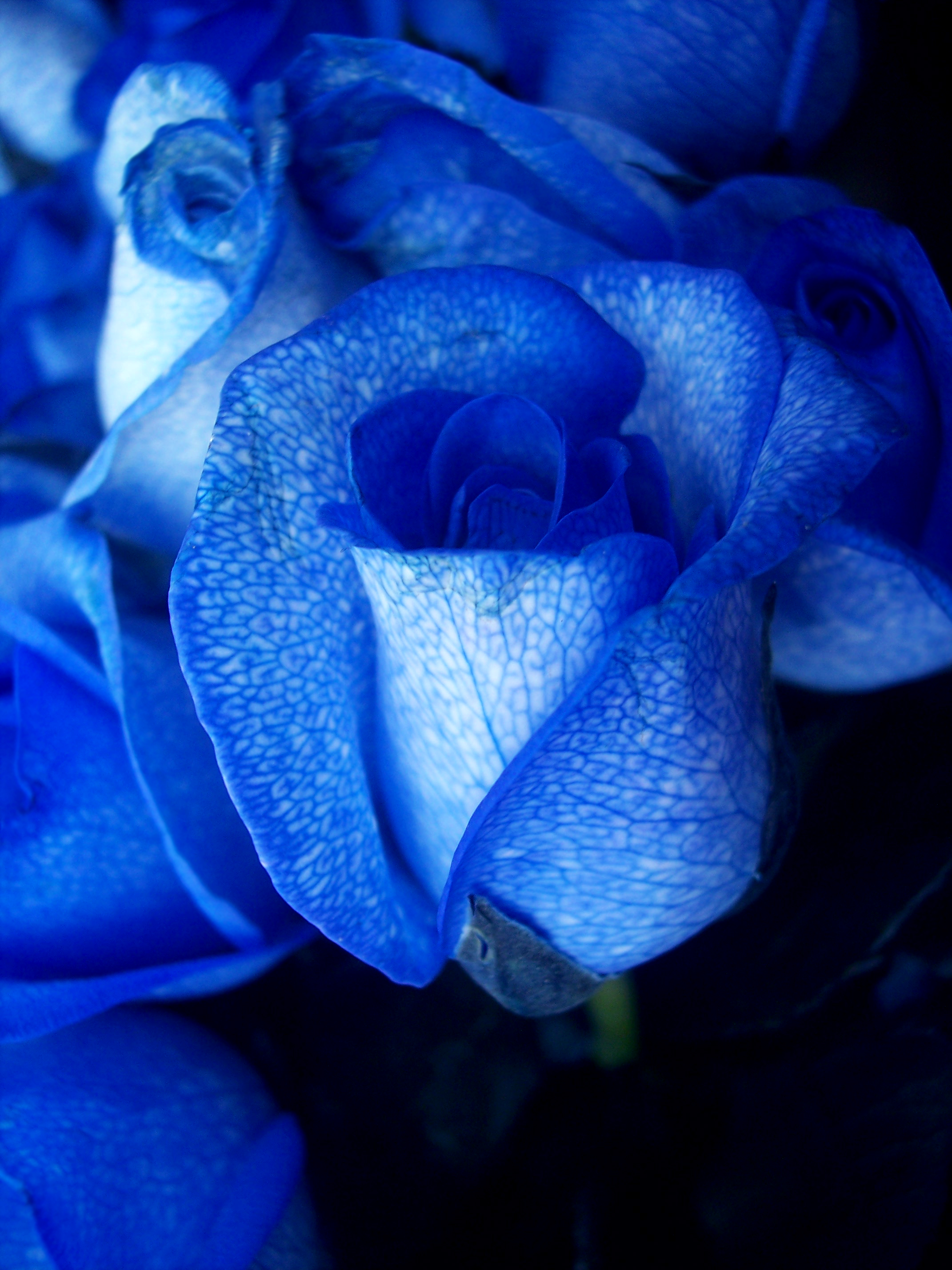
Rosa azul criada artificialmente por coloração de rosas brancas através das raízes.

Uma  rosa azul  é uma flor do  gênero   Rosa  (família  Rosaceae  azul a violeta  ) que apresenta pigmentação azul a violeta em vez do vermelho, branco ou amarelo mais comum.  As rosas azuis não existem naturalmente, o mais próximo dessa cor são as rosas lilás bem claras, mas é obtida principalmente por corantes especiais em rosas brancas.
As rosas azuis são frequentemente usadas para simbolizar o mistério ou o inatingível,  uma vez que não existem na natureza devido a limitações genéticas.   Em 2004, os pesquisadores usaram  a modificação genética  para criar rosas que contêm o pigmento azul delfinidina.
É geralmente descrita na literatura como símbolo de amor e prosperidade aos que a procuram.

## Significado

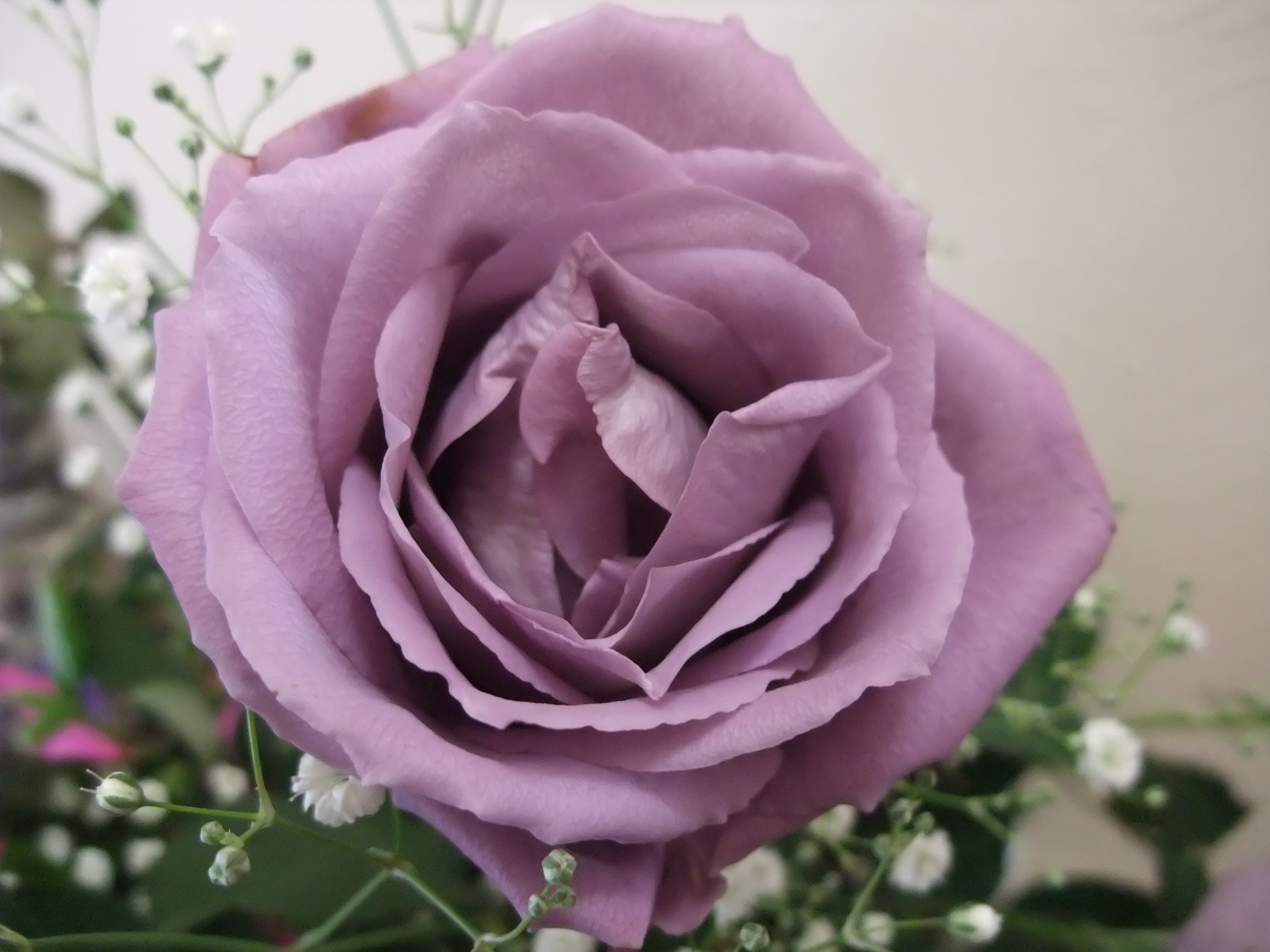
Rosa "azul" aliás lilás, obtida por engenharia genética.

Em algumas culturas, a rosa azul tradicionalmente significa mistério ou a busca ou o alcance do impossível. Acredita-se que elas tragam ao dono a realização de um desejo. Historicamente, o simbolismo vem do significado das rosa na "Linguagem das flores", muito comum na Era Vitoriana.

## Literatura
- Em The Blue Rose de Maurice Baring, ilustrado por Ann Dalton (Kingswood, Kaye & Ward: 1982), a filha do imperador se nega a se casar a menos que algum pretendente lhe traga uma rosa azul.
- Heinrich von Ofterdingen, o conto inacabado de Novalis, começa com o personagem titular sonhado com uma flor azul, sendo a inspiração para o uso subsequente desse símbolo na Europa.
- O poema "Blue Roses", de Rudyard Kipling, usa essas flores como um símbolo do inatingível.
- Na série de livros As Crônicas de Gelo e Fogo, as rosas azuis simbolizam a coroa de "Rainha do Amor e da Beleza" que foi usada pela famosa personagem Lady Lyanna Stark, interpretada pela atriz Aisling Franciosi.
- Na Rússia czarista, a "Rosa Azul" era um movimento de arte simbolista e com influências do impressionismo do princípio do século XX.[2]

## Música

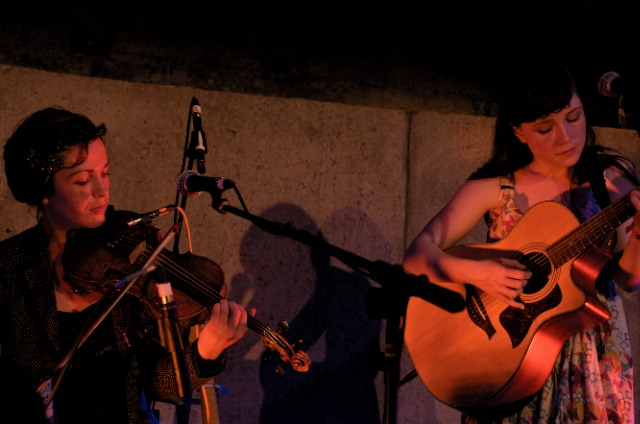
Blue Roses no palco em 2009

- Blue Roses é o pseudônimo da artista inglesa  de Yorkshire Laura Groves.[3]